# تيليماجينو
تيليماجينو هي قناة تلفزيونية كندية كيبيكية للأطفال، يقع مقرها في مونتريال، وتقدم القناة برامج الأطفال، وقد أطلقت في 5 يوليو 2010.